# Podothecus hamlini
Podothecus hamlini är en fiskart som beskrevs av Jordan och Gilbert, 1898. Podothecus hamlini ingår i släktet Podothecus och familjen pansarsimpor. Inga underarter finns listade i Catalogue of Life.